# Siyyid Kázim

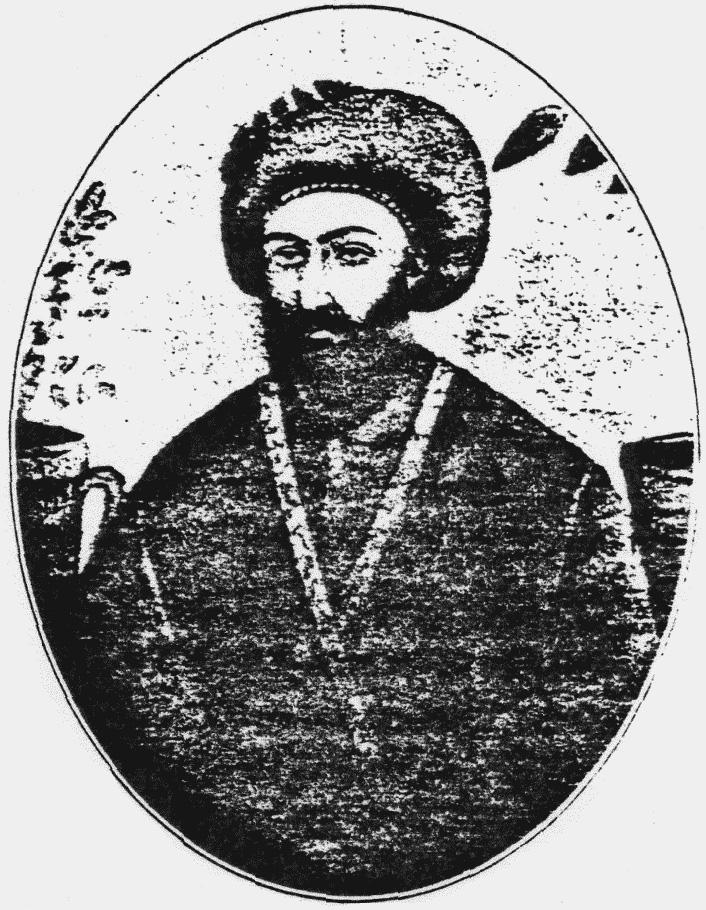
Siyyid Kázim

Siyyid Kázim Rashti (en árabe:سيد كاظم بن قاسم الحسيني الرﺷتي, en persa: سید کاظم رشتی), fue un religioso iraní, jefe de los shaijis, escuela fundada por Ahmad al-Ahsa'i, del cual fue el discípulo más aventajado y su sucesor en 1826. Tuvo una dirección teológica eficiente.
Provenía de una familia de ricos mercaderes y era un mulá. Después de haber estudiado los escritos islámicos anunció a sus discípulos la llegada del Mahdi.
Les incitó a buscar al Mahdi y sus discípulos fueron en su búsqueda. Al proclamarse El Báb el Qa’im prometido, la mayoría de los shaijis le siguieron.
- Datos: Q936019
- Multimedia: Sayyid Kazim Rashti / Q936019